# Distrito de Donoso
El distrito de Donoso es una de las divisiones que conforma la provincia de Colón, situado en la República de Panamá. Su capital es San Miguel de la Borda.

## Historia
Fue fundado en 1858 (aunque fue ratificado por ley en 1864) como un distrito del departamento de Coclé, teniendo como capital el pueblo de Boca de Coclé. Posteriormente en 1879, se trasladó su capital a Miguel de la Borda y en 1880 todo el distrito fue traspasado al departamento de Colón (actual provincia de Colón).
El 20 de febrero de 2018 fue segregado parte de su territorio para crear el Distrito Especial Omar Torrijos Herrera.

## División político-administrativa
Está conformado por cinco corregimientos:
- Miguel de la Borda
- Coclé del Norte
- El Guásimo
- Gobea
- Río Indio